# المحجة (طرويل)
المُحَجَّة هي بلدية تقع في مقاطعة طرويل ، أرَغون ، إسبانيا . وفقًا لتعداد عام 2004 (INE) ، بلغ عدد سكان البلدية 28 نسمة.